# 群馬県立太田工業高等学校
群馬県立太田工業高等学校（ぐんまけんりつ おおたこうぎょうこうとうがっこう）は、群馬県太田市茂木町にある県立工業高等学校。

## 沿革
- 1961年（昭和36年）
  - 9月22日 - 群馬県立太田工業高等学校設置規則公布
  - 10月1日 - 同規則施行（機械科2学級、電気科2学級、工業化学科2学級）
  - 11月1日 - 群馬県立太田女子高等学校内を借用し、開校準備を始める。
- 1962年（昭和37年）
  - 2月1日 - 太田市大字鳥山の私立金山高等学校を借用し、仮校舎とする。
  - 4月7日 - 第1回入学式挙行
  - 9月1日 - 太田市大字内ヶ島の新校舎に移転
- 1965年（昭和40年）4月1日 v定時制課程設置（機械科1学級）
- 1981年（昭和56年）3月31日 - 定時制課程廃止（機械科1学級）
- 1983年（昭和58年）8月 - 硬式野球部が第65回全国高等学校野球選手権大会に出場する。
- 1988年（昭和63年）4月1日 - 情報技術科（2学級）設置
- 1989年（平成元年）4月1日 - 太田市大字茂木に新築全面移転
- 1992年（平成4年）4月1日 - 工業化学科1学級減
- 1997年（平成9年）4月1日 - 電気科1学級減
- 1993年（平成5年）4月1日 - 工業化学科生徒募集停止、情報技術科1学級減
- 電子機械科新設（1学級）募集
- 機械系（機械科・電子機械科）、電気情報系（電気科・情報技術科）を実施

## 学科
- 機械科
- 電子機械科
- 電気情報科(産業電機コース/情報ソリューションコース)

## 著名な卒業生
- 岡島厚 - 元プロ野球選手、捕手
- 吉田真史 - 元プロ野球選手、内野手
- 小淵雅 - プロバスケットボール選手（bjリーグ・群馬クレインサンダーズ所属）：2002年卒業